# 천국의 나날들
《천국의 나날들》(영어: Days of Heaven)은 미국에서 제작된 테런스 맬릭 감독의 1978년 로맨틱 시대극 영화이다. 리처드 기어, 브룩 애덤스 등이 출연하였고, 버트 슈나이더 등이 제작에 참여하였다.  1916년을 배경으로 텍사스 팬핸들로 이동해 부유한 농부 밑에서 작물을 경작하게 되는 연인 빌과 애비의 이야기를 그린다.
1979년 제51회 아카데미상에서 촬영상(네스토르 알멘드로스)을 수상하였으며, 의상상(퍼트리샤 노리스), 음악상(엔니오 모리코네), 음향상(존 윌킨슨, 로버트 W. 글래스 주니어, 존 T. 라이츠, 배리 토머스) 후보에 올랐다.

## 출연진
- 리처드 기어
- 브룩 애덤스
- 샘 셰퍼드
- 린다 맨즈
- 로버트 윌키
- 스튜어트 마걸린
- 리처드 리버티니
- 팀 스콧

## 기타 제작진
- 배역: 다이앤 크리턴든
- 의상: 퍼트리샤 노리스